# 대구대동초등학교
대구대동초등학교는 대한민국 대구광역시 북구에 있었던 공립 초등학교이다.

## 학교 연혁
- 1979-09-05 대구대동초등학교 설립인가
- 1981-07-01 대구대동초등학교 개교
- 1982-03-25 씨름부 창설
- 2016-02-04 제34회 졸업(졸업생 총수 6,696명)
- 2016-03-01 15대 김일 교장 부임
- 2017-02-28 폐교[1], 대구산격초등학교로 통합

## 참고 자료
- 대구대동초등학교 - 한국교육학술정보원 학교알리미